# Tricyphona (Tricyphona) gigantea
Tricyphona (Tricyphona) gigantea is een tweevleugelige uit de familie Pediciidae. De soort komt voor in het Nearctisch gebied.